# 和硕和惠公主
和硕和惠公主（1714年—1731年），雍正帝弟怡賢亲王胤祥的第四女，生母為嫡福晋尚书马尔汉之女兆佳氏。多罗宁良郡王弘晈和多罗贝勒弘暾等的同胞妹，和硕怡僖亲王弘晓等的同胞姐。
康熙五十三年十月初十日寅時出生。雍正初年，因其聰慧而被抚养在宫中。雍正七年 (1729) 十二月十二日，內務府奏給台吉多爾濟色布騰指婚之四公主將要出嫁，請照從前已嫁額駙觀保之淑慎和碩公主之例，俱將「三反叛抄沒家人」女孩十人十戶，以及入官並存留的一間三等莊和一間半分莊作為陪嫁。同年十二月二十七日，正式下嫁智勇親王丹津多爾濟之子多尔济塞布腾（博爾濟吉特氏，喀爾喀土谢图汗部) ，並且封為“和硕和惠公主”。婚後生有一子桑斋多尔济（中右旗扎薩克多羅郡王），儿媳為慎靖郡王允禧的第三女县主。雍正九年十月初三日戌時因產後病而去世，得年十八岁。《定邊左副將軍成袞扎布奏扎薩克多羅郡王桑齋多爾濟自請調入乾清門年班折》有以下記載：「又我桑齋多爾濟之額娘公主，即於生我月內薨逝。五歲時，家父額駙亦薨。公主額娘、額駙父親之墓園，現在京城。我並無兄弟姊妹，孤身一人，若不值班請安，則實無他人承祭公主額娘、額駙父親。」
和硕和惠公主陵位于北京市朝阳区静安庄东南方，现址为北京汽车修理公司五厂修车分厂。和惠公主的地宫即在厂区地下。1913年地宫被盗发，珠宝散失。地面建筑物石碑和牌坊也已經倒塌。

## 和硕和惠公主册文
鸾书光贲，彰淑范以扬徽；象服宠膺，笃懿亲而衍庆。聿稽茂典，用涣恩纶。咨尔和惠公主，乃和硕怡亲王之女也。银潢毓秀，玉叶分辉。因其聪慧，特垂抚育。佩宫帏之箴训，度协柔嘉；习图史之规型，性成婉顺。宜登显秩，以表令仪。是用封尔为和惠和硕公主，锡之金册。誉传雍肃，荷车服之殊荣；德懋敬勤，修藩垣之内职。受兹锡命，永迓鸿禧。钦哉！
——摘自《皇朝文典》

## 影视作品
- 電視劇

| 年份 | 劇名     | 演員   | 剧中姓名      | 劇中稱謂 |
| 2011 | 步步驚心 | 柴蔚   | 愛新覺羅·承歡 | 承歡格格 |
| 2018 | 如懿傳   | 王鶴潤 | 愛新覺羅·恆媞 | 恆媞公主 |